# Darwin (Australia)
Darwin è una città dell'Australia, capoluogo e maggiore centro del Territorio del Nord. Posta sulla costa del mar di Timor e abitata da circa 140 000 persone, è un centro portuale e turistico,  ospita un'importante base militare e l'unico ospedale di terzo livello dello stato (il Royal Darwin Hospital). Nel corso della seconda guerra mondiale fu teatro di uno dei rarissimi episodi di guerra nel territorio australiano (bombardamento di Darwin).

## Geografia fisica

### Territorio
Darwin è situata nel Territorio del Nord, e si affaccia sul mar di Timor. La città vera e propria occupa un basso promontorio che dà sulla baia che dalla città prende il nome, bagnato ad est dalla Frances Bay e dalla Cullen Bay ad ovest. Il resto del territorio della città è pianeggiante e poco elevato, mentre le coste, molto pescose, sono caratterizzate da parchi e lunghe spiagge. Darwin è più vicina alle capitali di altri cinque Paesi che alla capitale australiana, Canberra: 3 137 km la separano infatti da quest'ultima, a fronte dei "soli" 656 km che la separano da Dili (Timor Est), dei 1 818 km che la separano da Port Moresby (Papua Nuova Guinea), dei 2 700 km che la separano da Giacarta (Indonesia), dei 2 607 km che la separano da Bandar Seri Begawan (Brunei) e dei 2 247 km che la separano da Ngerulmud (Palau).

### Clima
Darwin ha due diverse stagioni climatiche, quella "umida" e quella "secca". La stagione umida va da novembre ad aprile ed è caratterizzata da un'elevata umidità, piogge monsoniche e temporali. Le temperature solitamente variano da un minimo di 25 °C a un massimo di 33 °C. La stagione secca, da maggio a ottobre, è caratterizzata da giornate calde, secche e assolate e notti fresche. Le temperature solitamente variano tra 21 e 32 °C e i livelli di umidità sono molto più bassi.

## Storia
L'area di Darwin fu abitata originariamente da popolazioni aborigene rientranti nel gruppo etno-linguistico dei Larrakia. La posizione geografica permetteva già allora degli scambi commerciali con il sud-est asiatico. Gli olandesi esplorarono la costa settentrionale nel XVII secolo e disegnarono la prima mappa europea dell'area. Ciò spiega la presenza di numerosi toponimi di origine olandese, come Terra di Arnhem e Groote Eylandt. Il primo britannico a raggiungere la località dove oggi sorge il porto fu probabilmente John Lort Stokes, tenente della nave HMS Beagle (9 settembre 1839). Il capitano della nave John Clements Wickham, denominò l'area "Port Darwin" in onore del naturalista Charles Darwin, in compagnia del quale aveva navigato in occasione del precedente viaggio della HMS Beagle. Il primo nucleo della città risale tuttavia al 1869 quando il capitano Goyder fondò un insediamento che battezzò "Palmerston" in onore dell'allora primo ministro britannico. Negli anni settanta dell'Ottocento, Palmerston fu raggiunta da numerosi cercatori d'oro in seguito all'accidentale rinvenimento di un filone. La scoperta contribuì all'aumento demografico che portò la popolazione a circa 300 unità. Nel 1911 la città assume il nome attuale. Nel corso della seconda guerra mondiale, Darwin è stato l'unico centro australiano a essere attaccato dai giapponesi. La stessa squadra aeronavale che attaccò Pearl Harbor il 19 febbraio del 1942 bombardò la città, causando gravi danni alla flotta e numerose vittime fra personale militare e abitanti. Situata in un'area di clima tropicale, è stata semidistrutta nel 1974 dal ciclone Tracy, e poi ricostruita come centro moderno.

## Società
Darwin è tuttora abitata da un consistente numero di aborigeni e presenta inoltre significative minoranze etniche, soprattutto provenienti dall'Asia del sud-est.

## Infrastrutture e trasporti
È il terminale della "Stuart Highway", che porta a sud verso Alice Springs e, dopo circa 3.000 km, ad Adelaide. Dal 2004 è inoltre anche il terminale ferroviario del Ghan, la ferrovia che segue un analogo percorso.

## Amministrazione

### Gemellaggi
- Anchorage

## Galleria d'immagini

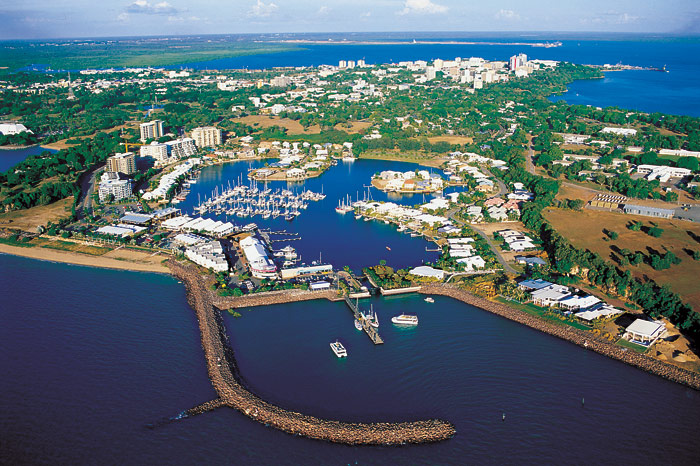
Darwin, Foto aerea del porto turistico di Cullen Bay.
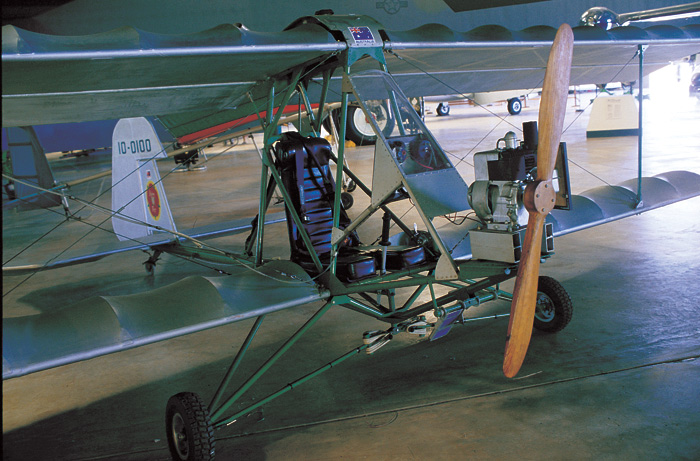
Darwin Aviation Heritage Centre - il primo ultraleggero - Hover Bird.
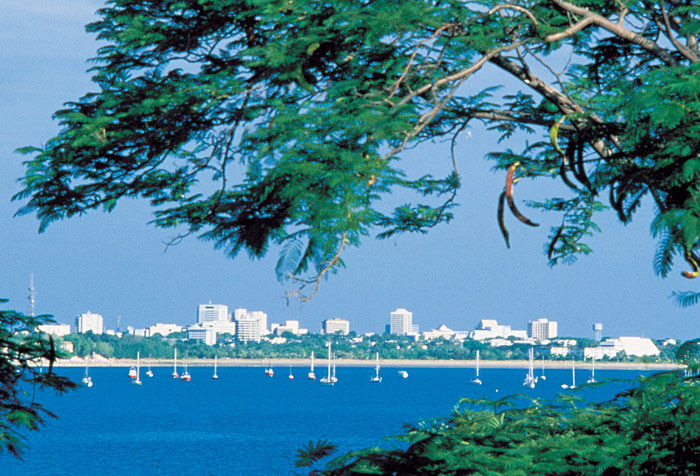
Panorama di Darwin da East Point.
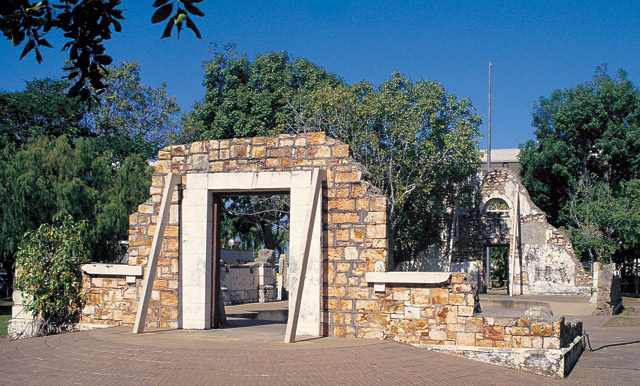
Resti del vecchio municipio di Darwin.
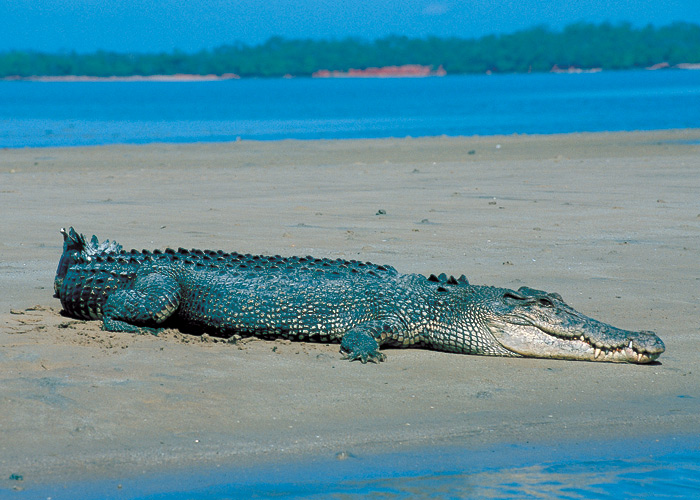
Coccodrillo di acqua salata presso Darwin.
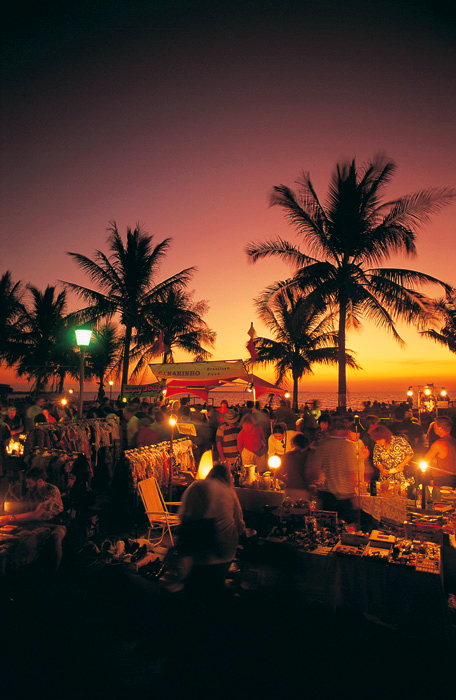
Mindil beach market, Darwin.
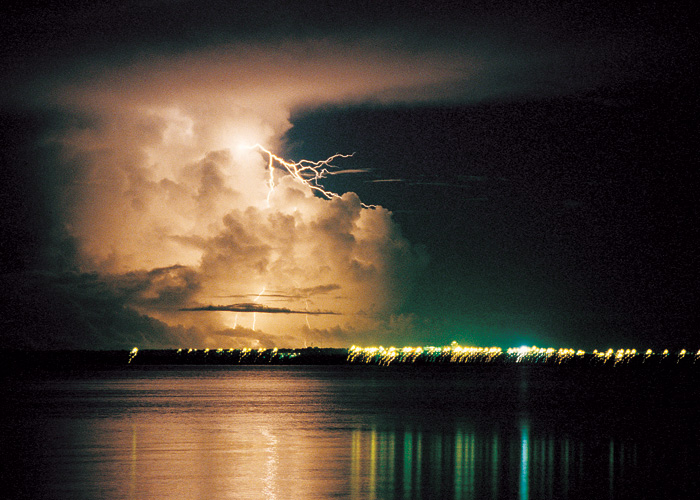
Temporale di notte durante la stagione secca a Darwin.
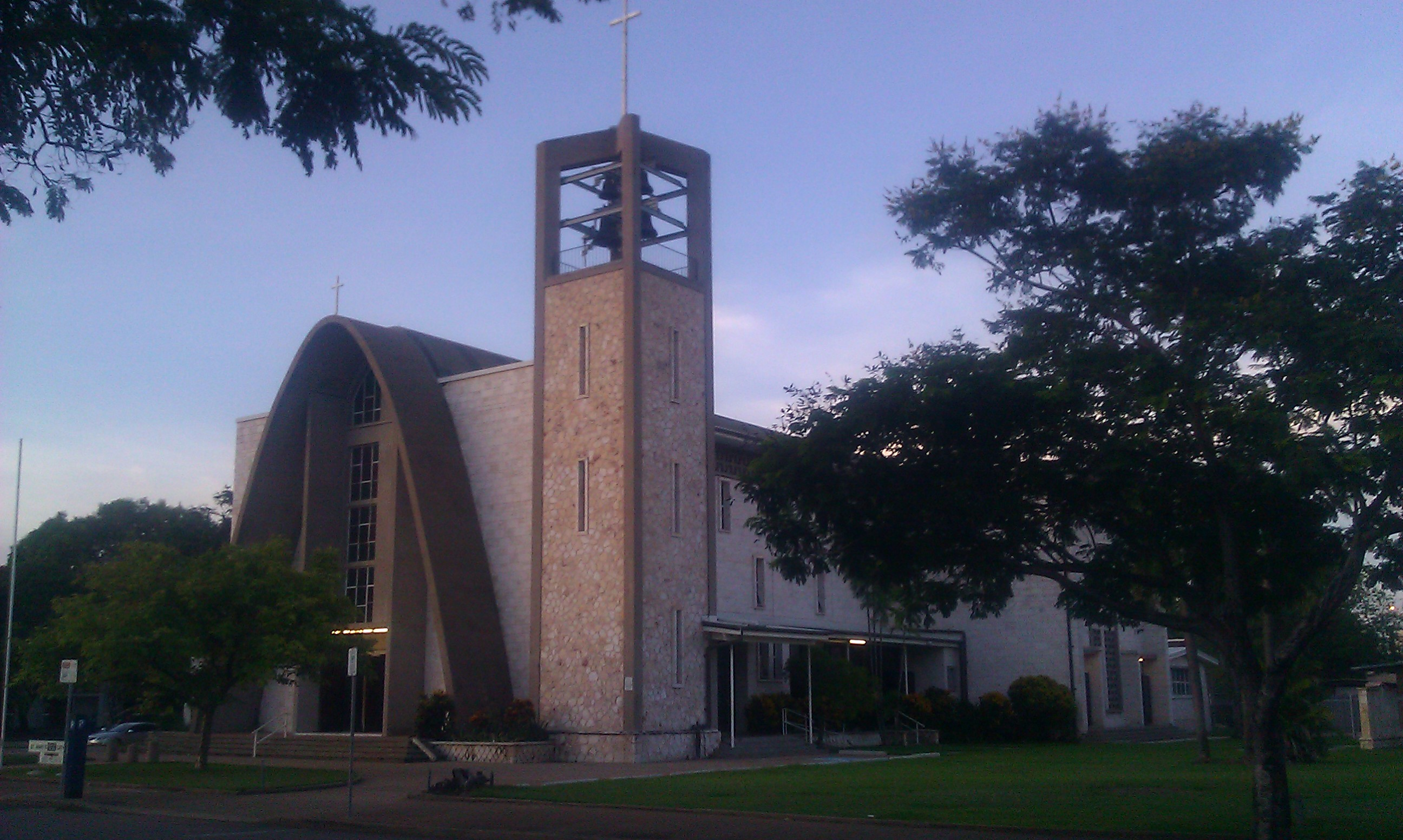
Cattedrale cattolica di Santa Maria